# Herradón de Pinares
Herradón de Pinares ist ein Ort und eine zentralspanische Gemeinde (municipio) mit 495 Einwohnern (Stand: 2024) in der Provinz Ávila in der Autonomen Region Kastilien-León. Zur Gemeinde gehört auch der etwa 10 km nordöstlich gelegene Ort La Cañada.

## Lage und Klima
Der ca. 925 m hoch gelegene Ort Herradón de Pinares befindet sich am Río Gaznata, einem Nebenfluss des Río Alberche, im Südabhang der Sierra de Malagón gut 21 km südöstlich von Ávila bzw. ca. 95 km nordwestlich von Madrid. Das Klima im Winter ist kühl, im Sommer dagegen durchaus warm; die geringen Niederschlagsmengen (ca. 400 mm/Jahr) fallen – mit Ausnahme der nahezu regenlosen Sommermonate – verteilt übers ganze Jahr.

## Bevölkerungsentwicklung
| Jahr      | 1857 | 1900 | 1950  | 2000 | 2019 |
| Einwohner | 488  | 833  | 1.009 | 504  | 413  |

Wegen der Mechanisierung der Landwirtschaft, der Aufgabe bäuerlicher Kleinbetriebe und dem damit einhergehenden Verlust an Arbeitsplätzen ist die Bevölkerung der Gemeinde seit den 1950er Jahren deutlich rückläufig.

## Wirtschaft
Das wirtschaftliche Leben von Herradón de Pinares ist in hohem Maße agrarisch orientiert – früher wurden Getreide, Weinreben etc. zur Selbstversorgung angepflanzt; Gemüse stammte aus den Hausgärten und auch Viehzucht wurde betrieben. Im Ort selbst haben sich Kleinhändler, Handwerker sowie Dienstleister aller Art angesiedelt, denn ehemals lag der Ort an der wichtigsten Verbindungsstraße von Ávila nach Toledo. Seit den letzten Jahrzehnten des 20. Jahrhunderts spielt der ländliche Tourismus (turismo rural) eine immer bedeutsamer werdende Rolle für das Wirtschaftsleben der Gemeinde.

## Geschichte
Obwohl der Ort zum ehemaligen Siedlungsgebiet der Vettonen gehörte, wurden bislang weder keltische noch römische, westgotische oder maurische Funde entdeckt. Man muss daher annehmen, dass das hochgelegene Gebiet jahrhundertelang nur als Sommerweide diente und erst nach der Rückeroberung (reconquista) Ávilas im 11. Jahrhundert allmählich besiedelt wurde.

## Sehenswürdigkeiten

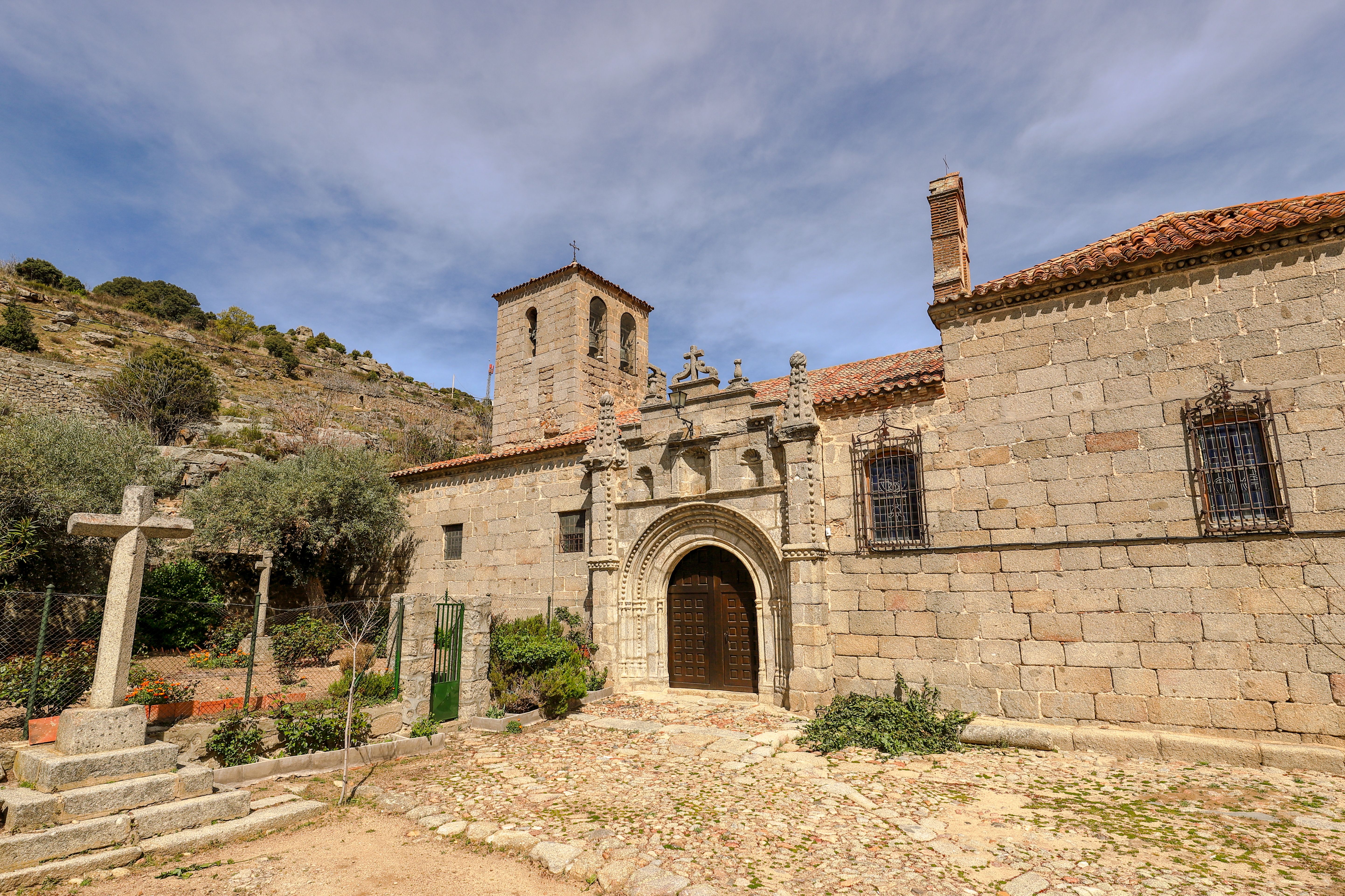
Iglesia de Santa María la Mayor

- Die Iglesia de Santa María la Mayor mit ihrem Portal im Stil der Renaissance mit spätgotischen, ja selbst romanischen Einflüssen stammt aus dem 16. Jahrhundert. Das dreischiffige Innere der Kirche wird von einem hölzernen Dachstuhl bedeckt; die von einer Artesonado-Decke mit drei hölzernen Abhänglingen überspannte Apsis beeindruckt durch ein sehenswertes Altarretabel (retablo).[4]
- Auf einem abgetreppten quadratischen Sockel neben der Kirche erhebt sich ein schmuckloses Steinkreuz.
- Mitten im Ort überquert eine einbogige Steinbrücke den im Sommer meist ausgetrockneten Río Gaznata.

Umgebung
- In der Umgebung des Ortes stehen zwei Kapellen (ermitas).